# 오부키 요시토
오부키 요시토(일본어: 尾吹善人, 1929년 11월 12일 ~ 1995년 12월 4일)은 일본의 헌법학자이다. 부산에서 태어났다.
도호쿠 대학을 졸업하고 니가타 대학 조교수과 지바 대학 교수를 거쳐 니혼 대학 교수가 되었다.
카를 슈미트와 한스 켈젠 연구에 공적을 남겼다. 카를 슈미트의 《헌법이론》(1972년)과 한스 켈젠의 《법과 국가의 일반이론》(1991년)을 일본어로 번역한 것은 명저로 꼽히고 있다. 또한 미 연방 헌법의 표현의 자유에 대한 연구로도 유명하다.
고바야시 나오키 교수의 카를 슈미트에 대한 부족한 이해를 지적하면서 논쟁을 벌인 것이 잘 알려져 있다.